# Ёлки 1914
«Ёлки 1914» (также употребляются, как «Ёлки 4» или «Царские ёлки») — российская новогодняя кинокомедия-мелодрама 2014 года режиссёра Тимура Бекмамбетова (также приняли участие Ольга Харина, Тимур Бекмамбетов, Заур Засеев, Дмитрий Киселёв, Александр Котт, Юрий Быков, Александр Карпиловский, Екатерина Телегина и Андрей Кавун) и продюсеров: Тимур Бекмамбетов, Сергей Агеев, Ольга Харина (креативный продюсер), Анна Матисон, Дмитрий Мурин, Александр Наас, Алексей Борисов, Александра Ремизова, Алексей Алексеев, Юрий Мирошниченко, Алексей Львович, Джулия Король, Ксения Киселёва и Ирина Лузгина. Картина является четвёртой частью киносерии, а также приквелом к оригинальной трилогии, куда входят: «Ёлки», «Ёлки 2» и «Ёлки 3». В главных ролях: Иван Ургант, Сергей Светлаков, Мария Порошина, Виктор Вержбицкий, Артур Смольянинов, Александр Головин, Александр Домогаров мл., Анна Хилькевич, Ян Цапник.
Сюжет фильма «Ёлки 1914» разворачивается в Российской империи в канун Рождества 1914 года. В разгаре Первая мировая война, и, казалось бы, стране не до праздничной суеты. Но молодой лётчик Иван мечтает вернуть в Петроград праздник ёлки и собирает подписи за эту инициативу по всей стране, даже на фронте. Сначала им движет только желание произвести впечатление на девушку, но вскоре он понимает, что эта миссия гораздо важнее, чем он думал. Слоган фильма — «Такихъ ёлокъ не было 100 лет».
Премьера картины прошла 14 декабря 2014 года; в прокат фильм вышел 25 декабря. «Ёлки 1914» получили смешанные отзывы от критиков и зрителей, которые отметили, что в картине отлично передана атмосфера времени, а игра актёров не вызывает нареканий, но в фильме слабый уровень юмора, нет внятных новогодних сюжетов и исторической достоверности. Несмотря на отзывы, фильм стал успешен в прокате, собрав более 700 000 000 рублей, при бюджете в 150 миллионов.
Следующий фильм, спин-офф, под названием «Ёлки лохматые», вышел 29 января 2015 года, а основной фильм, «Ёлки 5», вышел в 2016 году.

## Сюжет
Действие фильма разворачивается в Российской Империи в 1914 году на фоне только что начавшейся Первой мировой войны.
Шесть новелл рассказывают о жизни в крупных и малых российских городах, в дворянских усадьбах и бедных городских семьях.
Новелла «Дом»
Денди Борис Ефимович (Иван Ургант) покупает усадьбу на побережье Чёрного моря, чтобы покорить богатую невесту Беллу (Евгения Брик), однако бывший хозяин дома Евгений Павлович (Сергей Светлаков) так и не смог рассказать многочисленным домочадцам о том, что дома у них больше нет. А завтра — Рождество.
Новелла «Царские ёлки»
Иван (Александр Паль) — молодой офицер, лежащий в госпитале, устроенном в Константиновском дворце, собирает со всей России подписи, чтобы вернуть праздник ёлки. Доставить в Петроград подписи с фронта ему помогает офицер-фронтовик (Константин Хабенский).
Новелла «Фигуристы»
Сотрудник полиции (Артур Смольянинов) и его юная возлюбленная (Катерина Шпица) собираются выступать на международном чемпионате по фигурному катанию, проходящем в России, однако герой Смольянинова разрывается между любовью к спорту, девушке и своей службой.
Новелла «Медведь»
Деревенский подворонежский парень Сенька (Антон Богданов) водит дружбу с дворовым медведем Санчо, однако сумасбродный и вечно похмельный барин (Ян Цапник) пытается их разлучить, чтобы выслужиться перед графом (Виктор Вержбицкий) — тот давно хотел поохотиться на медведя.
Новелла «Добровольцы»
Постоянные екатеринбургские герои новеллы — друзья-студенты (Александр Головин и Александр Домогаров-младший) — записываются в добровольцы в действующую армию, а перед отъездом хотят навестить знакомую Катю (Анна Хилькевич), которая так и не решила, кого из них она выбирает. Но Катя — в Перми. Она зовёт ребят в гости, но просит прихватить с собой бабушку-соседку (на самом деле — её родную бабушку) Марью Ильиничну (Галина Стаханова).
Новелла «Шаляпин»
Нижегородская девочка Глаша и её маленький брат Гриша нуждаются в рождественском чуде — их мама очень больна, а денег и еды в семье не осталось, поскольку отец — фронтовой офицер — не погиб (в этом случае выплачивается пособие), а пропал без вести. Их спасает случай — встреча с Шаляпиным.

## Съёмки
Съёмки начались в феврале 2014 года с новеллы «Фигуристы».
Финальную сцену фильма снимали сразу в нескольких городах: Санкт-Петербурге, Перми, Екатеринбурге, Воронеже, Иркутске, Омске, Красноярске, Саратове, Астане и Боровичах. Как сообщали прокатчики, для каждого из городов, где проходили съёмки, должен был выйти фильм со своим вариантом финала.
На съёмках фильма был установлен рекорд России по самому массовому селфи. Свой автопортрет на фоне акции сделали 349 пермяков, 441 саратовец, 423 казанца, 369 иркутян, 312 омичей, 318 воронежцев и 420 красноярцев.
Чтобы сыграть фигуриста, Артуру Смольянинову пришлось пройти цикл тренировок, до этого он катался только в детстве, в хоккейной коробке. Поставить Артура на фигурные коньки взялся Илья Авербух.
Медведя из одноимённой новеллы зовут Степан — он киноактёр с большим стажем (ранее снимался в фильмах «Край», «Сибирский цирюльник», «Орда»).

## В ролях
| Актёр                       | Роль                                         |
| --------------------------- | -------------------------------------------- |
| Иван Ургант                 | Борис Ефимович                               |
| Сергей Светлаков            | Евгений Павлович                             |
| Евгения Брик                | Белла                                        |
| Александр Паль              | Иван Филиппов                                |
| Вера Панфилова              | Татьяна                                      |
| Артур Смольянинов           | Пётр Кузнецов                                |
| Екатерина Шпица             | Ксения                                       |
| Владимир Гостюхин           | Алексей Владимирович начальник Петра         |
| Антон Богданов              | Сенька                                       |
| Ян Цапник                   | барин Александр Аркадьевич                   |
| Виктор Вержбицкий           | граф Востриков                               |
| Александр Головин           | Митя                                         |
| Александр Домогаров-младший | Фёдор                                        |
| Галина Стаханова            | Мария Ильинична (баба Маня)                  |
| Анна Хилькевич              | Катя                                         |
| Даниил Изотов               | Гриша                                        |
| Софья Хилькова              | Глаша                                        |
| Ильдар Абдразаков           | Фёдор Шаляпин                                |
| Мария Порошина              | мама Гриши и Глаши                           |
| Константин Хабенский        | офицер, отец Гриши и Глаши / голос за кадром |
| Дато Бахтадзе               | генерал Тархан-Моурави                       |
| Евгений Пронин              | брат Ивана                                   |
| Ирина Архипова              | Антонина                                     |
| Елена Плаксина              | Оля                                          |
| Нина Дворжецкая             | Елена Павловна                               |
| Альберт Филозов             | Василий Григорьевич                          |
| Александра Назарова         | Мария Афанасьевна                            |
| Екатерина Вилкова           | Алина                                        |
| Эммануил Виторган           | Алексей Трофимович                           |
| Татьяна Пискарёва           | Настасья Фроловна                            |
| Александр Курицын           | Лев Афанасьевич                              |
| Александр Половцев          | комендант                                    |
| Александр Баширов           | матрос Железняк                              |
| Сергей Баталов              | Владимир раненый солдат                      |
| Александр Комиссаров        | Серафим                                      |
| Андрей Гусев                | аптекарь                                     |
| Владимир Демидов            | хозяин ателье                                |
| Александр Чернявский        | доктор                                       |

## Приём

### Кассовые сборы
Фильм «Ёлки 1914» оказался менее успешными, чем предыдущие две ленты: «Ёлки 2» и «Ёлки 3». Многие списывали не лучшие кассовые сборы из-за сильно снизившихся отзывов и другого сеттинга. Однако фильм всё равно окупился, собрав более 700 000 000 рублей, при бюджете в 150 миллионов, и через два года вышли «Ёлки 5».
Сборы за уик-энды:
- 25-28 декабря 2014 года — 224 414 838 рублей;
- с 1 по 4 января 2015 года — 229 427 462 рубля;
- с 8 по 11 января 2015 года — 58 355 939 рублей;
- с 15 по 18 января 2015 года — 5 914 064 рубля.

По данным на 29 марта 2015 года, общие сборы фильма официально составляли 703 910 827 рублей.

### Критический приём
Фильм «Ёлки 1914» собрал преимущественно неоднозначные оценки среди публики и профессиональных критиков. Многие пользователи поделились положительными впечатлениями, отметив лёгкость восприятия картины, её эмоциональность и способность заставить задуматься над важными вопросами жизни. Актерская игра была оценена высоко — большинство сошлось во мнении, что исполнители ролей справились со своими задачами достойно. Однако наряду с похвалами звучали и критические замечания. Некоторые критики сочли юмор фильма слабым и несмешным, сетуя также на нехватку аутентичных рождественских историй и недостаточную историческую точность происходящего. Отдельные зрители выразили недовольство чрезмерной продолжительностью ленты и отсутствием яркого, увлекательного повествования.

Эти разноречивые мнения нашли отражение и в зрительских рейтингах. Так, популярный российский портал «Кинопоиск» выставил фильму оценку 5,7 балла из возможных десяти, тогда как сервис отзывов «Отзовик» зафиксировал положительное восприятие примерно у 83 % аудитории. За рубежом картина тоже не смогла завоевать сердца зрителей — ресурс IMDb присвоил ей скромные 4,5 балла из максимальных десяти. На портале Критиканство картина набрала 60 баллов из ста на основе 23 рецензий критиков.
Владислав Никиткин, КГ-портал, 29 декабря 2014 г.

«Ёлки 1914» привлекают внимание двумя персонажами второго плана, чей талант выделяется даже на фоне общей атмосферы бессмысленности и хаоса. Константин Хабенский, исполнивший роль офицера, снова демонстрирует свою актерскую харизму, заставляя забыть обо всём остальном, что происходит вокруг. Рядом с ним выступает великий бас Фёдор Шаляпин, сыгранный настолько убедительно, что создаётся впечатление настоящего исторического присутствия.
Евгений Ухов, Film.ru, 14 декабря 2014 г.

Создатели проекта заявили ещё год назад, что продолжение неизбежно. Вскоре последуют новые фильмы — теперь уже в жанре комедии, близкой скорее к голливудскому блокбастеру «Один дома». Однако пока неясно, насколько успешными окажутся последующие проекты, учитывая низкий уровень качества предыдущих частей. Возможно, зрителям стоит приготовиться к худшему?
Vakha, Gamer.ru, 31 декабря 2014 г.

Это кино будто нарочно стремится подчеркнуть ничтожность человеческой судьбы перед лицом суровых реалий нашей эпохи. Оно ясно даёт понять, что человек бессилен повлиять на события, разворачивающиеся вокруг него, будь то прошлое столетие или сегодняшний день. Этот циничный взгляд вряд ли понравится широкой публике, привыкшей видеть в фильмах нечто большее, нежели простое признание беспомощности.
Редакция CN.ru, 24 декабря 2014 г.

Этот фильм представляет собой трогательную попытку показать неизменность человеческого желания счастья независимо от исторических эпох. Люди мечтают об одном и том же — любви, семье, здоровье и благополучии близких. Именно поэтому путешествие в мир 1914-го года становится столь важным моментом для понимания нашего сегодняшнего состояния.
Настя Курганская, The Village, 25 декабря 2014 г.

Несмотря на всю простоту и незамысловатость сюжета, именно перенос действия в дореволюционную эпоху делает историю «Ёлок» менее искусственной и фальшивой. Теперь волшебная простота детской сказки обретает своё место, позволяя зрителю проникнуться атмосферой давно ушедших времён.
Кирилл Илюхин, Weburg, 25 декабря 2014 г.

Драматический элемент отсутствует напрочь, комедийный потенциал практически исчерпан, да и сам сюжет едва ли способен заинтересовать кого-то кроме преданных фанатов старых фильмов. Весьма вероятно, что вам захочется пропустить просмотр очередной порции уныния, которую предлагает очередная серия культового российского новогоднего сериала.
Геннадий Устиян, The Hollywood Reporter, 14 декабря 2014 г.

«Ёлки 1914» демонстрируют социальный заказ современной России — объединять страну через искусство и веселье. Фильм обращается к массовой аудитории с целью напомнить каждому о важности семейных ценностей и тепла домашнего очага. Это амбициозная задача, и в данном случае режиссеры смогли привлечь внимание зрителей своим новым взглядом на знакомую тематику.
Дмитрий Карпюк, Кино-театр, 23 декабря 2014 г.

Историческая ретрообёртка добавляет ленте особенное очарование. Даже самые абсурдные ситуации приобретают налет очаровательной стилизации, подчеркивающей дух старой русской провинции и провинциальной романтической идиллии. Но главное достоинство фильма заключается в способности пробудить в зрителе приятные воспоминания детства и создать ощущение уютного праздника.
Глеб Шашлов, Посткритицизм, 10 января 2015 г.

Сюжетная линия, выстроенная в «Ёлках 1914», страдает от недостатка оригинальности и правдивости. Герои выглядят шаблонными, диалоги часто повторяют клише и штампы. Тем не менее, само возвращение к традициям советских комедий оказывает своеобразное влияние на публику, вызывая улыбку и приятное чувство узнаваемости.
Лидия Маслова, Коммерсантъ, 24 декабря 2014 г.

Четвёртый выпуск популярного сериала продолжает активно эксплуатировать образ ребёнка как средство манипуляции эмоциями зрителя. Детские лица вновь становятся главным инструментом воздействия на аудиторию, заставляя поверить в искренность намерений авторов фильма. Эмоциональный накал достигает своего пика, когда герои переживают трудные моменты, пытаясь сохранить верность друг другу и своей мечте.

## Будущее
«Ёлки 5» (2016) — российский комедийный новогодний фильм режиссёра Тимура Бекмамбетова, состоящий из семи новелл. В ролях: Иван Ургант, Сергей Светлаков, Кирилл Плетнёв, Катерина Шпица, Анна Хилькевич, Гоша Куценко, Мария Шукшина, Александр Головин.